# Schildomyia goyana
Schildomyia goyana är en tvåvingeart som beskrevs av Prado 1973. Schildomyia goyana ingår i släktet Schildomyia och familjen tickflugor. Inga underarter finns listade i Catalogue of Life.